# Cucujoidea
Super-famille
Les Cucujoidea sont une super-famille d'insectes coléoptères créée par Pierre André Latreille (1762-1833) en 1802.

## Liste des familles
- Agapythidae Sen Gupta et Crowson, 1969
- Alexiidae Imhoff, 1856
- Biphyllidae LeConte, 1861
- Boganiidae Sen Gupta et Crowson, 1966
- Bothrideridae Erichson, 1845
- Brachypteridae Erichson, 1845
- Byturidae Jacquelin du Val, 1858
- Cavognathidae Sen Gupta et Crowson, 1966
- Cerylonidae Billberg, 1820
- Coccinellidae Latreille, 1807 - coccinelles
- Corylophidae LeConte, 1852
- Cryptophagidae Kirby, 1837
- Cucujidae Latreille, 1802
- Discolomatidae Horn, 1878
- Endomychidae Leach, 1815
- Erotylidae Latreille, 1802
- Helotidae Reitter, 1876
- Hobartiidae Sen Gupta et Crowson, 1966
- Laemophloeidae Ganglbauer, 1899
- Lamingtoniidae Sen Gupta et Crowson, 1969
- Languriidae Crotch, 1873
- Latridiidae Erichson, 1842
- Monotomidae Laporte, 1840
- Myraboliidae Lawrence et Britton, 1991
- Nitidulidae Latreille, 1802 - nitidules
- Passandridae Erichson, 1845
- Phalacridae Leach, 1815
- Phloeostichidae Reitter, 1911
- Priasilphidae Crowson, 1973
- Propalticidae Crowson, 1952
- Protocucujidae Crowson, 1954
- Silvanidae Kirby, 1837
- Smicripidae Horn, 1879
- Sphindidae Jacquelin du Val, 1860
- Tasmosalpingidae Lawrence et Britton, 1991